# رقروق ريحي
الرقروق الريحي أو القضيب أو الخشين أو الرعل (باللاتينية: Helianthemum ventosum) نوع نباتي يتبع جنس الرقروق من الفصيلة القريضية.

## الموئل والانتشار
النبات واطن في بلاد الشام ومصر.

## وصلات خارجية
- موقع الأزهار البرية